# Actinopus
Actinopus, es un género de arañas migalomorfas de la familia de los actinopódidos. Se distribuyen por toda América del Sur, con la excepción de Chile.

## Descripción
Las arañas del género Actinopus son de pequeño a mediano tamaño, de entre 8 a 27 mm. Presentan cutícula sin vellos y 8 ojos, distribuidos en dos filas y ocupando, aproximadamente, el 75 % de la masa encefálica.
Las hembras e inmaduros presentan abundantes espinas en las extremidades, ubicadas lateralmente en los pares I y II y usadas tanto para la construcción de madrigueras como para la captura de presas. Por otro lado, en los pares III y IV, estas espinas se encuentran distribuidas dorsalmente y se cree que las ayuda a aferrarse más fuertemente a las paredes de la madriguera, mientras usa sus extremidades delanteras para la depredación. Los machos presentan una scopula formada por cerdas gruesas.

## Hábitat y distribución
Se encuentran en toda América del Sur, con la excepción de Chile, viviendo en diversos hábitats como zonas cálidas de Panamá y frías de la provincia de Chubut (Argentina), tanto en zonas bajas como en cadenas montañosas de pequeña elevación (en Argentina, hasta 2000 m). Prefieren superficies inclinadas, como barrancos; en áreas planas, tienden a concentrarse a lo largo de las márgenes de los ríos.

## Ecología
Su comportamiento es poco conocido. Basándose en recolecciones, se cree que son arañas pocas comunes aunque de gran distribución y variados. Las madrigueras suelen encontrarse agrupadas y tienen una profundidad de entre 15 a 20 cm. y de 10 a 20 mm de ancho. Los madrigueras están cubiertas por una gruesa trampilla y forradas internamente con una mezcla de seda y suciedad. La tapa se articula mediante una bisagra de seda, generalmente en la parte superior de la tapa, de modo que la puerta se pliega por su propio peso, cerrando la madriguera.
Los machos son nómadas, abandonando la madriguera luego de la primera muda mientras que las hembras son sedentarias, viviendo con frecuencia cerca de la madriguera de la madre. Para cazar, dejan la entrada de la madriguera entreabierta, con palpos y patas anteriores en el borde. Durante la temporada de reproducción, las hembras depositan los sacos de huevos al final de la madriguera, protegiéndolos todo el tiempo con sus cuerpos.

Se conoce poco acerca de enemigos naturales, pero se han descrito infecciones fúngicas por Nomuraea atypicola. Además, se han encontrado algunos ácaros foréticos (aparentemente de la familia Scutacaridae) en arañas del género Actinopus.

## Sistemática
El género fue descrito por Perty (1833) y tiene como especie tipo a Actinopus tarsalis.
De acuerdo con World Spider Catalog, incluye las siguientes especies:
| Ilustración | Nombre binomial Autor                                    | Nombre común | Distribución                | Comentarios                                                 |
| ----------- | -------------------------------------------------------- | ------------ | --------------------------- | ----------------------------------------------------------- |
|             | Actinopus argenteus Ríos-Tamayo y Goloboff, 2018         |              | Argentina                   |                                                             |
|             | Actinopus ariasi Ríos-Tamayo y Goloboff, 2018            |              | Argentina                   |                                                             |
|             | Actinopus balcarce Ríos-Tamayo y Goloboff, 2018          |              | Argentina                   |                                                             |
|             | Actinopus caraiba (Simon, 1889)                          |              | Venezuela                   |                                                             |
|             | Actinopus casuhati Ríos-Tamayo y Goloboff, 2018          |              | Argentina                   |                                                             |
|             | Actinopus clavero Ríos-Tamayo y Goloboff, 2018           |              | Argentina                   |                                                             |
|             | Actinopus cochabamba Ríos-Tamayo, 2016                   |              | Bolivia                     |                                                             |
|             | Actinopus cordobensis Ríos-Tamayo y Goloboff, 2018       |              | Argentina                   |                                                             |
|             | Actinopus coylei Ríos-Tamayo y Goloboff, 2018            |              | Argentina                   |                                                             |
|             | Actinopus crassipes (Keyserling, 1891)                   |              | Brasil, Paraguay, Argentina |                                                             |
|             | Actinopus cucutaensis Mello-Leitão, 1941                 |              | Colombia                    |                                                             |
|             | Actinopus dubiomaculatus Mello-Leitão, 1923              |              | Brasil                      |                                                             |
|             | Actinopus echinus Mello-Leitão, 1949                     |              | Brasil                      |                                                             |
|             | Actinopus excavatus Ríos-Tamayo y Goloboff, 2018         |              | Argentina                   |                                                             |
|             | Actinopus fractus Mello-Leitão, 1920                     |              | Brasil                      |                                                             |
|             | Actinopus gerschiapelliarum Ríos-Tamayo y Goloboff, 2018 |              | Uruguay, Argentina          |                                                             |
|             | Actinopus goloboffi Ríos-Tamayo, 2014                    |              | Argentina                   |                                                             |
|             | Actinopus harti Pocock, 1895                             |              | Trinidad                    |                                                             |
|             | Actinopus indiamuerta Ríos-Tamayo y Goloboff, 2018       |              | Argentina                   |                                                             |
|             | Actinopus insignis (Holmberg, 1881)                      |              | Uruguay y Argentina         |                                                             |
|             | Actinopus liodon (Ausserer, 1875)                        |              | Uruguay                     |                                                             |
|             | Actinopus longipalpis C. L. Koch, 1842                   |              | Uruguay y Argentina         |                                                             |
|             | Actinopus magnus Ríos-Tamayo y Goloboff, 2018            |              | Argentina                   |                                                             |
|             | Actinopus nattereri (Doleschall, 1871)                   |              | Brasil                      |                                                             |
|             | Actinopus nigripes (Lucas, 1834)                         |              | Brasil                      |                                                             |
|             | Actinopus palmar Ríos-Tamayo y Goloboff, 2018            |              | Argentina                   |                                                             |
|             | Actinopus pampa Ríos-Tamayo y Goloboff, 2018             |              | Argentina                   |                                                             |
|             | Actinopus paranensis Mello-Leitão, 1920                  |              | Uruguay                     |                                                             |
|             | Actinopus patagonia Ríos-Tamayo y Goloboff, 2018         |              | Argentina                   |                                                             |
|             | Actinopus pertyi Lucas, 1843                             |              | América del Sur             |                                                             |
|             | Actinopus piceus (Ausserer, 1871)                        |              | Brasil                      |                                                             |
|             | Actinopus princeps Chamberlin, 1917                      |              | Brasil                      |                                                             |
|             | Actinopus puelche Ríos-Tamayo y Goloboff, 2018           |              | Argentina                   |                                                             |
|             | Actinopus pusillus Mello-Leitão, 1920                    |              | Brasil                      |                                                             |
|             | Actinopus ramirezi Ríos-Tamayo y Goloboff, 2018          |              | Argentina                   |                                                             |
|             | Actinopus reycali Ríos-Tamayo y Goloboff, 2018           |              | Argentina                   |                                                             |
|             | Actinopus robustus (O. Pickard-Cambridge, 1892)          |              | Panamá                      | Es la única especie registrada en Centroamérica hasta ahora |
|             | Actinopus rojasi (Simon, 1889)                           |              | Venezuela                   |                                                             |
|             | Actinopus rufibarbis Mello-Leitão, 1930                  |              | Brasil                      |                                                             |
|             | Actinopus rufipes (Lucas, 1834)                          |              | Brasil                      |                                                             |
|             | Actinopus scalops (Simon, 1889)                          |              | Venezuela                   |                                                             |
|             | Actinopus septemtrionalis Ríos-Tamayo y Goloboff, 2018   |              | Argentina                   |                                                             |
|             | Actinopus szumikae Ríos-Tamayo y Goloboff, 2018          |              | Argentina                   |                                                             |
|             | Actinopus taragui Ríos-Tamayo y Goloboff, 2018           |              | Argentina                   |                                                             |
|             | Actinopus tarsalis Perty, 1833                           |              | Brasil                      | Es la especie tipo del género                               |
|             | Actinopus trinotatus Mello-Leitão, 1938                  |              | Brasil                      |                                                             |
|             | Actinopus valencianus (Simon, 1889)                      |              | Venezuela                   |                                                             |
|             | Actinopus wallacei F. O. Pickard-Cambridge, 1896         |              | Brasil                      |                                                             |
|             | Actinopus xenus Chamberlin, 1917                         |              | América del Sur             |                                                             |